# Agroeca mainlingensis
Espèce
Agroeca mainlingensis est une espèce d'araignées aranéomorphes de la famille des Liocranidae.

## Distribution
Cette espèce est endémique du Tibet en Chine,. Elle se rencontre dans le xian de Mainling.

## Description
Le mâle holotype mesure 2,71 mm et la femelle paratype 3,09 mm.

## Étymologie
Son nom d'espèce, composé de mainling et du suffixe latin -ensis, « qui vit dans, qui habite », lui a été donné en référence au lieu de sa découverte, le xian de Mainling.

## Publication originale
- Mu, Jin & Zhang, 2019 : A survey of Agroeca Westring, 1861 from China (Araneae: Liocranidae). Zootaxa, no 4615(1), p. 91-112.